# Géographie publique
Les géographies publiques constituent un champ de réflexion de la géographie humaine, qui vise à pousser les idées et les opinions en dehors de la sphère purement académique et de partager les connaissances géographiques avec des publics divers (ex. la population, les politiques). Cette posture répond aux transformations de la société contemporaine, en s’adaptant notamment aux évolutions actuelles en termes de diffusion et de vocation du savoir scientifique. 
Elles soulèvent deux enjeux : primo, la manière dont on communique le savoir et interagit avec des publics non géographes. Le langage est ainsi davantage vulgarisé et rendu accessible à un large public. La compréhension du savoir géographique est donc facilitée. Secundo, le rôle du public dans la production du savoir, qui se traduit soit par une participation active soit par une simple assimilation de la connaissance scientifique. Les outils de cette géographie publique sont multiples : on y retrouve notamment les blogs, les expositions, la presse, etc.
Le développement de ce courant se fait en opposition à toute géographie dont l’utilité serait comprise de manière trop restrictive. Les géographies publiques visent à surmonter le discours rigide sur la valeur et l’utilité des connaissances scientifiques. Elle sollicite l’intervention de géographes de tous horizons dans le débat public et se distingue d’un discours élitiste réservé à un public restreint avec des connaissances scientifiques spécifiques. Dans un contexte de compétitivité accrue entre les instances académiques et la course à l’obtention de fonds, la géographie publique remet en cause la demande incessante de rentabilité économique qui est faite à la géographie et aux sciences sociales en général.
Enjeux centraux des géographies publiques
Étant donné que les géographies publiques s’adressent à différents publics notamment politique, associatifs ou même le simple citoyen et qu’elle recherche une interaction avec ses audiences, il est nécessaire de se questionner sur différents enjeux. Dans cette optique, les chercheurs s’engagent dans un processus réflexif.
L’enjeu de cette posture est de prendre du recul autour de la production du savoir. Ainsi, les chercheurs prêtent une attention particulière au contenu de la recherche, aux objectifs auxquelles celle-ci doit répondre (enjeu de l’utilité), à leurs propres positions engagées (enjeu de la normativité) dans un réseau plus large d’acteurs, issus du secteur public et privé (enjeu de l’indépendance) et au langage (enjeu de la communication). Par ailleurs, comme dans toute recherche scientifique, ils sont rendus attentifs aux questions éthiques et aux risques liés aux effets de la diffusion et de l’utilisation des résultats de la recherche (enjeu d’instrumentalisation).